# Interleptomesochra attenuata
Interleptomesochra attenuata is een eenoogkreeftjessoort uit de familie van de Ameiridae. De wetenschappelijke naam van de soort is voor het eerst geldig gepubliceerd in 1896 door Scott A..